# Parafia Chrystusa Króla Wszechświata w Iwano-Frankiwsku
Parafia Chrystusa Króla Wszechświata w Iwano-Frankiwsku – rzymskokatolicka parafia znajdująca się w Iwano-Frankiwsku, w archidiecezji lwowskiej, w dekanacie Iwano-Frankowsk, na Ukrainie.

## Historia Kościoła rzymskokatolickiego w Stanisławowie
Pierwszy drewniany kościół łaciński w Stanisławowie powstał w 1662, tj. w roku założenia miasta. W 1669 arcybiskup lwowski Jan Tarnowski podniósł go do rangi kolegiaty i erygował przy nim kapitułę (zniesioną w 1799 przez rząd austriacki). Wkrótce rozpoczęto budowę kościoła murowanego, który konsekrował w 1703 arcybiskup lwowski Konstanty Józef Zieliński pw. Najświętszej Maryi Panny i śś. Andrzeja i Stanisława. Obie świątynie ufundował założyciel miasta hetman polny koronny Andrzej Potocki.
W 1715 do miasta przybyli jezuici i wkrótce po tej dacie rozpoczęto budowę jezuickiego kościoła pw. Niepokalanego Poczęcia NMP. Po kasacie jezuitów świątynia została kościołem szkolnym, a w 1847 cerkwią unicką.
Ponadto z kościołów łacińskich istniały jeszcze w Stanisławowie kościół trynitarzy (od XVII w. do 1830) i kościół św. Józefa (skasowany w 1797).
Kościół pw. Chrystusa Króla zbudowano w latach 1925–1939. W 1961 został zamknięty i znacjonalizowany przez komunistów. Zwrócony w 1989. Obecnie jest to jedyny kościół rzymskokatolicki w mieście, gdyż kolegiata, którą Sowieci również znacjonalizowali, nie została zwrócona i obecnie służy celom świeckim.